# 優木あおい
優木 あおい（ゆうき あおい、1988年3月9日 - ）は、日本のAV女優。
趣味・特技:料理。

## 略歴
東京都出身。2009年にAVデビュー。所属事務所はチーズバーガー。

## 出演作品

### アダルトビデオ
2009年
- コスメイト えっちなコスプレ着エロムービー （2009年6月29日、ユープランニング）…オムニバス作品 他出演:ゆめのみみ、西山千智、水月、美咲恋
- ドMギャルはイラマが命！（2009年8月19日、kira☆kira）
- 黒ストッキング美脚女子校生 （2009年9月19日、イエロー）…共演:紗奈、西村アキホ、平井綾

2010年
- ペニスマニアとクンニ大洪水 -潮吹き痴女SPECIAL-（2010年1月25日、美）…共演:ももかりん、晶エリー
- 人妻アナル あおい27歳（2010年3月5日、ゴーゴーズ）
- きれいな手 (2010年6月27日、SODクリエイト)…共演:愛海一夏、平松恵理香、椎奈つばめ、泉結愛
- 羞恥！男女混合看護実習 (2010年6月27日、サディスティックヴィレッジ)…共演：桜りお、野中あんり、栗崎桃子
- 早漏おま○こ （2010年9月1日、OFFICE K'S）…オムニバス作品 他出演:藤崎クロエ、横山みれい、水嶋アイ、二ノ宮涼
- ヒロイン討伐 Vol.51（2010年9月10日、GIGA）
- 鬼畜屋敷の掟 chapter.02 (2010年11月5日、MAD）
- 勢いのあるネイル手コキ (2010年11月20日、レイディックス）
- 男優桜井ちんたろうの調教日記3　(2010年12月1日、中島興業）
- GIGA PLATINUM 9　新星戦隊リュウセイジャー（2010年12月10日、GIGA）…共演:月島うさぎ

2011年
- 不況を勝ち抜け! セールスレディの「裏営業」話し（2011年1月25日、Fプロジェクト）…共演:里崎あかね、原麻耶
- 初アナルの人妻 夫ともしたことなかったのにアナルSEXしてしまいました あなたゆるして（2011年1月25日、ビックモーカル）…共演: 早見るり、星野声奈
- 極太アナルディルドオナニー（2011年2月9日、OFFICE K’S）…共演: 水嶋あい 、姫乃未来 、泉晴香
- ヒロイン美肉実験室　後編（2011年2月25日、GIGA）…共演:藤崎クロエ、楓乃々花
- ザ・アナルオナニー 3 直腸刺激！極太ディルド イン 無○正アナル（2011年3月4日、映天）…共演:榊なち、黒田麻世、倉科さやか
- 仮面セイバー＆ビーグル抹殺計画（2011年4月8日、GIGA）…共演: 水嶋あい
- 優木あおいのアナルと排泄と潮吹きと…（2011年6月13日、アロマ企画）
- 新星戦隊リュウセイジャー リュウセイジャーアフターストーリー（2011年5月27日、GIGA）…共演: 里崎あかね
- 人妻がディルドでアナルオナニー（6月16日、タカラ映像）他出演：真矢ゆき、榊なち、黒田麻世
- スーパーヒロイン絶体絶命!!Vol.36 愛と平和の戦士アフロディーテ（2011年7月8日、GIGA）
- ヒロインハード討伐 新星戦隊リュウセイジャー（2011年11月11日、GIGA）
- エグエグモンスター（2011年11月19日、ドグマ）
- ゲロ・リミットレス（2011年12月19日、ドグマ）
- ヤブサメ2011BEST OF BEST 10時間SP（12月23日、流鏑馬グラフィティ）他出演：深田梨菜、伊沢美春、荒木瞳、鈴音りおな、榊なち、黒田麻世、倉科さやか、管野しずか、黒木麻衣、瀬奈ジュン、香山蘭、辻本りょう　他

2012年
- アナル○修正オナニー20連発4時間（1月14日、流鏑馬グラフィティ）他出演：管野しずか、榊なち、高坂保奈美、瀬奈ジュン、甲斐ミハル、黒田麻世、倉科さやか、菜菜美ねい　他
- Mドラッグ 女体肉便器・連続強制フェラチオ・生中田氏（2012年4月、ドグマ） 監督：TOHJIRO
- ゲロ浣腸エクスタシーX（2012年5月19日、ドグマ）共演：管野しずか
- 宅配ゲロモンスター（2012年9月19日、ドグマ） 監督：TOHJIRO、プラチナTOHJIROレーベル
- クソ・リミットレス（2012年12月19日、ドグマ） 監督：TOHJIRO、プラチナTOHJIROレーベル

2013年
- 不感症の女 生意気優等生編 (2013年1月、コロ蔵)
- サイコレズ・ホスピタル 洗脳☆アナルフィスト （2013年1月19日、ドグマ） 監督：月花、プラチナTOHJIROレーベル。共演:芹沢けい、美咲結衣、若林美保。
- オペラ8周年記念 まじスカ学園 スカトロ女番長 激グソ大乱交 （2013年6月25日、オペラ）監督:三島六三郎。共演:多数
- まじスカオフィス スカトロOL 激糞まみれ中出しレイプ（2013年9月、オペラ）監督:三島六三郎。共演:多数
- 野外SM糞まみれ地獄（2013年12月、オペラ）監督:桜吹雪。主演。

2014年
- スカトロ全集（2月19日、ドグマ）他出演:若槻朱音、AMO、七海ここな、西村あみ、笠原ひろみ、桃色あんず、後藤ゆりか

### インディーズCD
- DELIRIUM まきあん（2009年1月7日）

## テレビ
- KOZY'S NIGHT 負け犬勝ち犬（2011年11月3日、テレビ東京）…ヌード・モデル「あおいちゃん」として登場。